# Lattice Semiconductor
Lattice Semiconductor Corporation è una società statunitense fondata da Rahul Sud nel 1983 a Hillsboro, Oregon che produce componenti elettronici programmabili (FPGA, CPLD e SPLD).  La società è la quarta produttrice mondiale di dispositivi FPGA e la seconda produttrice di CPLD e di SPLD.